# Gannavaram (Vijayawada)
Gannavaram est un quartier de la ville de Vijayawada dans l'État d'Andhra Pradesh en Inde.